# Fredrikstad Fotballklubb 2007
Questa voce raccoglie le informazioni riguardanti il Fredrikstad Fotballklubb nelle competizioni ufficiali della stagione 2007.

## Stagione
Il Fredrikstad chiuse il campionato all'8º posto, mentre l'avventura nella Coppa di Norvegia 2007 terminò al terzo turno, con l'eliminazione per mano del Nybergsund-Trysil. La formazione norvegese partecipò anche alla Coppa UEFA 2007-2008, venendo però sconfitta dagli svedesi dell'Hammarby nel secondo turno di qualificazione. I calciatori più utilizzati in stagione furono John Anders Bjørkøy, Tarik Elyounoussi e Patrik Gerrbrand, tutti con 29 presenze. Il miglior marcatore fu proprio Elyounoussi, con 10 reti complessive.

## Maglie e sponsor
Lo sponsor tecnico per la stagione 2007 fu Umbro, mentre lo sponsor ufficiale fu Carnegie. La divisa casalinga era composta da una maglietta bianca con inserti rossi, pantaloncini rossi e calzettoni bianchi. Quella da trasferta era invece costituita da una maglietta nera con inserti rossi, pantaloncini rossi e calzettoni neri.
| Casa | Trasferta |

## Rosa
| N. |                        | Ruolo | Calciatore           |
| -- | ---------------------- | ----- | -------------------- |
| 1  | Svezia (bandiera)      | P     | Rami Shaaban         |
| 2  | Norvegia (bandiera)    | D     | Pål André Czwartek   |
| 3  | Svezia (bandiera)      | D     | Patrik Gerrbrand     |
| 4  | Norvegia (bandiera)    | D     | Trond Erik Bertelsen |
| 5  | Norvegia (bandiera)    | D     | Agim Shabani         |
| 6  | Norvegia (bandiera)    | C     | Hans Erik Ramberg    |
| 7  | Australia (bandiera)   | C     | Kasey Wehrman        |
| 7  | Irlanda (bandiera)     | C     | Ciarán Martyn        |
| 9  | Estonia (bandiera)     | D     | Raio Piiroja         |
| 10 | Norvegia (bandiera)    | A     | Øyvind Hoås          |
| 11 | Stati Uniti (bandiera) | A     | Brian West           |
| 12 | Norvegia (bandiera)    | P     | Lasse Staw           |
| 13 | Norvegia (bandiera)    | A     | Tarik Elyounoussi    |
| 14 | Norvegia (bandiera)    | C     | Raymond Kvisvik      |
| 15 | Svezia (bandiera)      | D     | Anders Prytz         |

| N. |                           | Ruolo | Calciatore             |
| -- | ------------------------- | ----- | ---------------------- |
| 16 | Norvegia (bandiera)       | C     | Martin Elvestad        |
| 17 | Norvegia (bandiera)       | D     | Vidar Martinsen        |
| 18 | Norvegia (bandiera)       | C     | Christian Berg         |
| 19 | Svezia (bandiera)         | A     | Andreas Tegström       |
| 19 | Norvegia (bandiera)       | C     | Anders Stadheim        |
| 20 | Costa d'Avorio (bandiera) | A     | Ismaël Béko Fofana     |
| 21 | Norvegia (bandiera)       | C     | Ardian Gashi           |
| 21 | Ungheria (bandiera)       | A     | Mihály Tóth            |
| 22 | Svezia (bandiera)         | D     | Johan Sjöberg          |
| 22 | Finlandia (bandiera)      | A     | Hermanni Vuorinen      |
| 23 | Norvegia (bandiera)       | C     | John Anders Bjørkøy    |
| 24 | Finlandia (bandiera)      | A     | Miikka Multaharju      |
| 25 | Norvegia (bandiera)       | P     | Erik Mellevold Bråthen |
| 26 | Costa d'Avorio (bandiera) | A     | Konan Serge Kouadio    |
| 27 | Islanda (bandiera)        | A     | Garðar Jóhannsson      |

## Calciomercato

### Sessione invernale
| Acquisti | Acquisti            | Acquisti   | Acquisti   |
| R.       | Nome                | da         | Modalità   |
| -------- | ------------------- | ---------- | ---------- |
| D        | Vidar Martinsen     | Moss       | definitivo |
| D        | Anders Prytz        | Örgryte    | prestito   |
| C        | Konan Serge Kouadio | Charlton   | prestito   |
| C        | Ciarán Martyn       | Derry City | prestito   |
| A        | Ismaël Béko Fofana  | Charlton   | prestito   |
| A        | Garðar Jóhannsson   | Valur      | definitivo |

| Cessioni | Cessioni       | Cessioni     | Cessioni   |
| R.       | Nome           | a            | Modalità   |
| -------- | -------------- | ------------ | ---------- |
| D        | Tamás Szekeres |              | ritiro     |
| C        | Simen Brenne   | Lillestrøm   | definitivo |
| C        | Michael Røn    | Drøbak/Frogn | prestito   |

### Sessione estiva
| Acquisti | Acquisti         | Acquisti   | Acquisti   |
| R.       | Nome             | da         | Modalità   |
| -------- | ---------------- | ---------- | ---------- |
| D        | Johan Sjöberg    | Elfsborg   | prestito   |
| C        | Ardian Gashi     | Brann      | definitivo |
| C        | Kasey Wehrman    | Lillestrøm | definitivo |
| A        | Andreas Tegström | Sandefjord | definitivo |

| Cessioni | Cessioni          | Cessioni   | Cessioni      |
| R.       | Nome              | a          | Modalità      |
| -------- | ----------------- | ---------- | ------------- |
| C        | Ciarán Martyn     | Derry City | fine prestito |
| C        | Anders Stadheim   | Sogndal    | prestito      |
| A        | Mihály Tóth       | Honvéd     | definitivo    |
| A        | Hermanni Vuorinen | HJK        | prestito      |

## Risultati

### Eliteserien

#### Girone di andata
| Arbitro: | Sandmoen |

|                                  |           |  |
| Occean 59’ Sundgot 70’ Riise 83’ | Marcatori |  |

| Arbitro: | Hauge (Bergen) |

|                                   |           |          |
| Hoås 36’ Elyounoussi 64’ West 88’ | Marcatori | 71’ Bala |

| Arbitro: | Edvartsen (Hamar) |

|                                    |           |                                         |
| Ørsal 22’ (rig.), 39’ Kihlberg 25’ | Marcatori | 17’, 27’ (rig.) Bjørkøy 47’ Elyounoussi |

| Arbitro: | Helgerud (Lier) |

|                           |           |  |
| Elyounoussi 18’ Prytz 24’ | Marcatori |  |

| Arbitro: | Staberg |

|                                           |           |             |
| Sequeira 9’ Strand 16’ Årst 23’ Steen 49’ | Marcatori | 15’ Bjørkøy |

| Arbitro: | Moen (Haugesund) |

|             |           |                              |
| Bjørkøy 23’ | Marcatori | 61’ Alanzinho 85’ Gunnarsson |

| Arbitro: | Sandmoen |

|                          |           |                  |
| Corrales 44’ Helstad 74’ | Marcatori | 42’, 61’ Piiroja |

| Arbitro: | Berntsen (Vang) |

|                |           |  |
| Jóhannsson 56’ | Marcatori |  |

| Arbitro: | Sandmoen |

|              |           |                 |
| Koppinen 37’ | Marcatori | 62’ Elyounoussi |

| Arbitro: | Skjerven (Kaupanger) |

|                                           |           |  |
| Fofana 39’ Elyounoussi 58’ Jóhannsson 62’ | Marcatori |  |

| Arbitro: | Staberg |

|                  |           |                            |
| Adriano 21’, 62’ | Marcatori | 48’ Kvisvik 71’ Jóhannsson |

| Arbitro: | Edvartsen (Hamar) |

|                   |           |             |
| Sørum 24’ Aas 53’ | Marcatori | 26’ Piiroja |

| Arbitro: | Olsen (Kristiansand) |

|                    |           |          |
| Bjørkøy 53’ (rig.) | Marcatori | 29’ Ruud |

#### Girone di ritorno
| Fredrikstad 22 luglio 2007, ore 18:00 14ª giornata | Fredrikstad     | 0 – 0 referto | Lillestrøm | Fredrikstad Stadion (12.261 spett.)\| Arbitro: \| Helgerud (Lier) \| |
| Arbitro:                                           | Helgerud (Lier) |               |            |                                                                      |

| Oslo 30 luglio 2007, ore 19:00 15ª giornata | Lyn Oslo          | 0 – 0 referto | Fredrikstad | Bislett Stadion (8.126 spett.)\| Arbitro: \| Edvartsen (Hamar) \| |
| Arbitro:                                    | Edvartsen (Hamar) |               |             |                                                                   |

| Arbitro: | Hauge (Bergen) |

|                       |           |                |
| Gashi 26’ Bjørkøy 58’ | Marcatori | 3’ Diego Silva |

| Arbitro: | Helgerud (Lier) |

|                              |           |                       |
| Ijeh 18’ Stokholm 56’ (rig.) | Marcatori | 13’ Gashi 59’ Kvisvik |

| Arbitro: | Sandmoen |

|                           |           |           |
| Gashi 42’ Elyounoussi 60’ | Marcatori | 90’ Karim |

| Arbitro: | Moen (Haugesund) |

|  |           |                          |
|  | Marcatori | 76’ Bjørkøy 87’ Tegström |

| Arbitro: | Øvrebø (Oslo) |

|  |           |                                            |
|  | Marcatori | 48’ El Fakiri 61’ Karadas 66’, 80’ Helstad |

| Arbitro: | Berntsen (Vang) |

|                              |           |  |
| Thomassen 1’ Þorvaldsson 10’ | Marcatori |  |

| Arbitro: | Moen (Haugesund) |

|                                               |           |                              |
| Gashi 21’, 45’ Elyounoussi 31’ Jóhannsson 49’ | Marcatori | 40’, 67’ (rig.), 90’ Iversen |

| Arbitro: | Alseth (Stjørdal) |

|                                     |           |                |
| Strømstad 34’ Hulsker 50’ Borre 70’ | Marcatori | 88’ Jóhannsson |

| Arbitro: | Edvartsen (Hamar) |

|                      |           |  |
| Elyounoussi 83’, 90’ | Marcatori |  |

| Arbitro: | Sandmoen |

|              |           |              |
| Tegström 47’ | Marcatori | 12’ Andersen |

| Arbitro: | Øvrebø (Oslo) |

|                            |           |  |
| Ruud 12’ (rig.) Bärlin 17’ | Marcatori |  |

### Coppa di Norvegia
| Arbitro: | Ølmheim |

|  |           |                                                   |
|  | Marcatori | 34’ Hoås 65’, 75’, 76’ Jóhannsson 65’ Elyounoussi |

| Arbitro: | Bruheim |

|  |           |                                                |
|  | Marcatori | 30’ Hoås 73’ Ramberg 81’ Fofana 89’ Jóhannsson |

| Arbitro: | Bruheim |

|             |           |                          |
| Bjørkøy 71’ | Marcatori | 16’ Bredvold 47’ Storbæk |

### Coppa UEFA
| Arbitro: | Kelly |

|                               |           |             |
| Paulinho 35’ Castro-Tello 49’ | Marcatori | 74’ Kvisvik |

| Arbitro: | Suchina |

|             |           |                   |
| Bjørkøy 85’ | Marcatori | 90’ (rig.) Eguren |

## Statistiche

### Statistiche di squadra
| Competizione      | Punti | In casa | In casa | In casa | In casa | In casa | In casa | In trasferta | In trasferta | In trasferta | In trasferta | In trasferta | In trasferta | Totale | Totale | Totale | Totale | Totale | Totale | DR  |
| Competizione      | Punti | G       | V       | N       | P       | Gf      | Gs      | G            | V            | N            | P            | Gf           | Gs           | G      | V      | N      | P      | Gf     | Gs     | DR  |
| ----------------- | ----- | ------- | ------- | ------- | ------- | ------- | ------- | ------------ | ------------ | ------------ | ------------ | ------------ | ------------ | ------ | ------ | ------ | ------ | ------ | ------ | --- |
| Eliteserien       | 36    | 13      | 8       | 3       | 2       | 22      | 14      | 13           | 1            | 6            | 6            | 15           | 26           | 26     | 9      | 9      | 8      | 37     | 40     | -3  |
| Coppa di Norvegia | -     | 1       | 0       | 0       | 1       | 1       | 2       | 2            | 2            | 0            | 0            | 9            | 0            | 3      | 2      | 0      | 1      | 10     | 2      | +8  |
| Coppa UEFA        | -     | 1       | 0       | 1       | 0       | 1       | 1       | 1            | 0            | 0            | 1            | 1            | 2            | 2      | 0      | 1      | 1      | 2      | 3      | -1  |
| Totale            | -     | 16      | 4       | 1       | 11      | 13      | 30      | 19           | 4            | 1            | 14           | 23           | 46           | 35     | 8      | 2      | 25     | 36     | 76     | -40 |

### Statistiche dei giocatori
| Giocatore      | Eliteserien | Eliteserien | Eliteserien | Eliteserien | Coppa di Norvegia | Coppa di Norvegia | Coppa di Norvegia | Coppa di Norvegia | Coppa UEFA | Coppa UEFA | Coppa UEFA  | Coppa UEFA | Totale   | Totale | Totale      | Totale     |
| Giocatore      | Presenze    | Reti        | Ammonizioni | Espulsioni  | Presenze          | Reti              | Ammonizioni       | Espulsioni        | Presenze   | Reti       | Ammonizioni | Espulsioni | Presenze | Reti   | Ammonizioni | Espulsioni |
| -------------- | ----------- | ----------- | ----------- | ----------- | ----------------- | ----------------- | ----------------- | ----------------- | ---------- | ---------- | ----------- | ---------- | -------- | ------ | ----------- | ---------- |
| C. Berg        | 4           | 0           | 0           | 0           | 0                 | 0                 | 0                 | 0                 | 0          | 0          | 0           | 0          | 4        | 0      | 0           | 0          |
| T. Bertelsen   | 0           | 0           | 0           | 0           | 0                 | 0                 | 0                 | 0                 | 0          | 0          | 0           | 0          | 0        | 0      | 0           | 0          |
| J. Bjørkøy     | 25          | 7           | 2           | 0           | 2                 | 1                 | 0                 | 0                 | 2          | 1          | 0           | 0          | 29       | 9      | 2           | 0          |
| E. Bråthen     | 1           | 0           | 0           | 0           | 1                 | 0                 | 0                 | 0                 | 0          | 0          | 0           | 0          | 2        | 0      | 0           | 0          |
| P. Czwartek    | 23          | 0           | 6           | 0           | 1                 | 0                 | 0                 | 0                 | 2          | 0          | 0           | 0          | 26       | 0      | 6           | 0          |
| M. Elvestad    | 0           | 0           | 0           | 0           | 1                 | 0                 | 0                 | 0                 | 0          | 0          | 0           | 0          | 1        | 0      | 0           | 0          |
| T. Elyounoussi | 25          | 9           | 3           | 0           | 2                 | 1                 | 0                 | 0                 | 2          | 0          | 0           | 0          | 29       | 10     | 3           | 0          |
| I. Fofana      | 23          | 1           | 3           | 0           | 3                 | 1                 | 0                 | 0                 | 0          | 0          | 0           | 0          | 26       | 2      | 3           | 0          |
| A. Gashi       | 11          | 5           | 3           | 0           | 0                 | 0                 | 0                 | 0                 | 0          | 0          | 0           | 0          | 11       | 5      | 3           | 0          |
| P. Gerrbrand   | 25          | 0           | 3           | 0           | 2                 | 0                 | 0                 | 0                 | 2          | 0          | 1           | 0          | 29       | 0      | 4           | 0          |
| Ø. Hoås        | 8           | 1           | 0           | 0           | 3                 | 2                 | 0                 | 0                 | 1          | 0          | 0           | 0          | 12       | 3      | 0           | 0          |
| G. Jóhannsson  | 18          | 5           | 1           | 0           | 3                 | 4                 | 0                 | 0                 | 2          | 0          | 0           | 0          | 23       | 9      | 1           | 0          |
| K. Kouadio     | 8           | 0           | 0           | 0           | 2                 | 0                 | 0                 | 0                 | 1          | 0          | 0           | 0          | 11       | 0      | 0           | 0          |
| R. Kvisvik     | 20          | 2           | 5           | 0           | 3                 | 0                 | 0                 | 0                 | 2          | 1          | 0           | 0          | 25       | 3      | 5           | 0          |
| V. Martinsen   | 6           | 0           | 1           | 0           | 0                 | 0                 | 0                 | 0                 | 0          | 0          | 0           | 0          | 6        | 0      | 1           | 0          |
| C. Martyn      | 8           | 0           | 2           | 0           | 1                 | 0                 | 0                 | 0                 | 0          | 0          | 0           | 0          | 9        | 0      | 2           | 0          |
| M. Multaharju  | 15          | 0           | 1           | 0           | 3                 | 0                 | 0                 | 0                 | 0          | 0          | 0           | 0          | 18       | 0      | 1           | 0          |
| R. Piiroja     | 22          | 3           | 2           | 0           | 3                 | 0                 | 1                 | 0                 | 2          | 0          | 0           | 0          | 27       | 3      | 3           | 0          |
| A. Prytz       | 11          | 1           | 3           | 0           | 2                 | 0                 | 0                 | 0                 | 0          | 0          | 0           | 0          | 13       | 1      | 3           | 0          |
| H. Ramberg     | 20          | 0           | 1           | 0           | 2                 | 1                 | 0                 | 0                 | 0          | 0          | 0           | 0          | 22       | 1      | 1           | 0          |
| R. Shaaban     | 23          | 0           | 1           | 0           | 1                 | 0                 | 0                 | 0                 | 3          | 0          | 0           | 0          | 27       | 0      | 1           | 0          |
| A. Shabani     | 7           | 0           | 0           | 1           | 3                 | 0                 | 0                 | 1                 | 0          | 0          | 0           | 0          | 10       | 0      | 0           | 2          |
| J. Sjöberg     | 11          | 0           | 0           | 0           | 0                 | 0                 | 0                 | 0                 | 2          | 0          | 1           | 0          | 13       | 0      | 1           | 0          |
| A. Stadheim    | 6           | 0           | 0           | 0           | 2                 | 0                 | 0                 | 0                 | 0          | 0          | 0           | 0          | 8        | 0      | 0           | 0          |
| L. Staw        | 4           | 0           | 0           | 0           | 1                 | 0                 | 0                 | 0                 | 0          | 0          | 0           | 0          | 5        | 0      | 0           | 0          |
| A. Tegström    | 6           | 2           | 0           | 0           | 0                 | 0                 | 0                 | 0                 | 0          | 0          | 0           | 0          | 6        | 2      | 0           | 0          |
| M. Tóth        | 1           | 0           | 0           | 0           | 0                 | 0                 | 0                 | 0                 | 0          | 0          | 0           | 0          | 1        | 0      | 0           | 0          |
| H. Vuorinen    | 1           | 0           | 0           | 0           | 0                 | 0                 | 0                 | 0                 | 0          | 0          | 0           | 0          | 1        | 0      | 0           | 0          |
| K. Wehrman     | 11          | 0           | 3           | 0           | 0                 | 0                 | 0                 | 0                 | 2          | 0          | 0           | 0          | 13       | 0      | 3           | 0          |
| B. West        | 13          | 1           | 2           | 0           | 1                 | 0                 | 0                 | 0                 | 2          | 0          | 0           | 0          | 16       | 1      | 2           | 0          |